# Parnavaz I van Iberië
Parnavaz I (Georgisch: ფარნავაზ I) was de eerste koning van Kartli, dat toen bekendstond als Iberië. In de Georgisch geschreven bronnen wordt hem de oprichting van het koningschap van Kartli en de Parnavaz-dynastie toegeschreven. Hij wordt niet rechtstreeks beschreven in niet-Georgische bronnen en er zijn ook geen duidelijke aanwijzingen dat hij inderdaad de eerste was onder de koningen van Georgië. Zijn geschiedenis zit vol met legendarische beschrijvingen en symbolen en het is mogelijk, door het ontbreken van historische feiten, dat in de figuur van Parnavaz vele legenden en heldenverhalen zijn verenigd om hem zo naar voor te laten komen als het model van een pre-christelijke vorst in de Georgische annalen. Gebaseerd op middeleeuwse bronnen, lokaliseren de meeste geleerden de regeerperiode van Parnavaz in de 3e eeuw v.Chr., namelijk van 302 tot 237 v.Chr. volgens prins Vachusht, 299 tot 234 v.Chr. volgens Cyril Toumanoff en volgens Pavle Ingoroqva is dat van 284 tot 219 v.Chr..